# موزه فلورانس نایتینگل

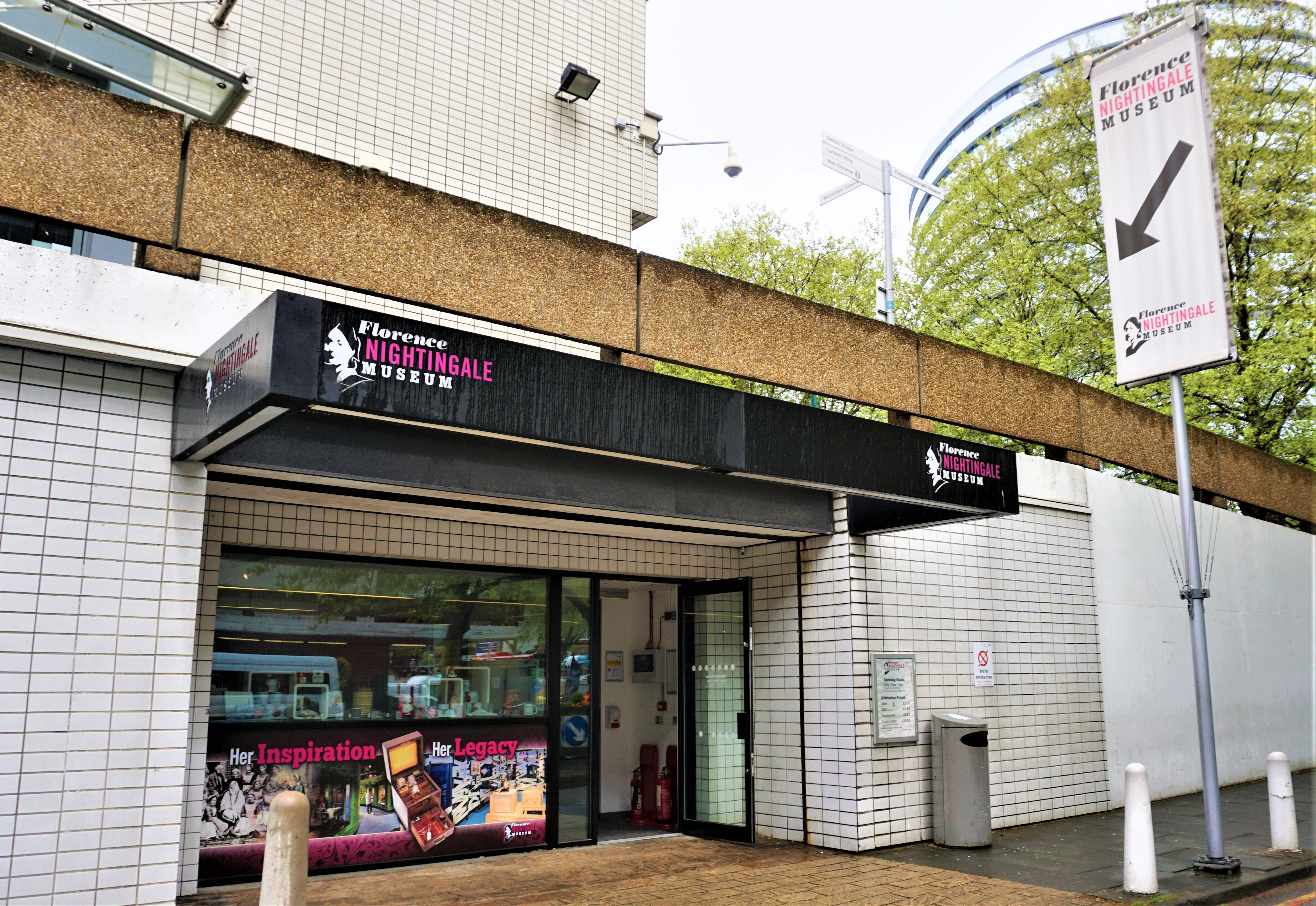
ورودی موزه فلورانس نایتینگل

موزه فلورانس نایتینگل به (به انگلیسی: Florence Nightingale Museum)که در بیمارستان سنت توماس، و در کاخ وست مینیستر واقع شده با دورنمایی از سراسر رودخانه تیمز در ساحل جنوبی، مرکز لندن، انگلستان قرار دارد.

## ساعات بازدید
این موزه به صورت عمومی و هفت روز هفته باز است. و بعد از نوسازی گسترده در تاریخ ۱۲ می ۲۰۱۰ دوباره باز جهت بازدید عمومی بازگردید ساعات کار این موزه نیز روزانه از ساعت ۱۰٫۰۰ الی ۱۷٫۰۰ بوده و روزهای جمعه، کریسمس و دیگر مناسبت‌های خاص تعطیل می‌باشد.
| ورودیه                              | افراد      |
| بزرگسالان                           | ۵٫۸۰ پوند  |
| زیر ۱۶ سال                          | ۴٫۸۰ پوند  |
| برخورداری از امتیازات ویژه          | ۴٫۸۰ پوند  |
| خانواده (با دو بزرگسال و پنج فرزند) | ۱۶٫۰۰ پوند |

## گشت در موزه
در این موزه داستان واقعی از بانوی فانوس به دست ویکتوریا از دوران کودکی اش همراه با تجربیات سال‌های جنگ، به عنوان یک مبارز سرسخت برای اصلاح نظام سلامت دیده می‌شود
فلورانس نایتینگل، بنیان‌گذار پرستاری مدرن در انگلستان و سراسر جهان شناخته شده‌است. این موزه میراث او را توضیح می‌دهد و پرستاری امروز را که حاصل دسترنج اوست جشن می‌گیرد.
از سال ۱۸۶۰ میلادی، چهار سال پس از دخالت‌های معروف او در جنگ‌های کریمه، فلورانس مدرسه عالی پرستاری و مامایی را برای پرستاران شاغل در بیمارستان سنت توماس تأسیس می‌نماید و اکنون این موزه در این محل قرار گرفته‌است.
موزه جدید حدود سه غرفه هیجان انگیز است که یک راهنمای موزه داستان او را که قفس طلاکاری شده نام دارد از دوران کودکی ممتاز و مبارزه‌اش در برابر خفقان کنوانسیون اجتماعی او آغاز می‌کند و در حال حرکت، توضیح می‌دهد که چگونه فلورانس و تیم خود در فعالیت شان در بحران‌های بیمارستان‌های نظامی که در آن افسانه خانم فانوس به دست متولد شد.
از طرفی دیگر اصلاحات او را الهام بخش نشان می‌دهد، اصلاح طلب که به‌طور خستگی ناپذیری برای اصلاح نظام سلامت در خانه و خارج از کشور مبارزه نموده‌است.

## محتویات دیگر
در این موزه به مجموعه‌هایی همچون:
- نوشتن لوح فلورانس
- جغد آتنای فلورانس
- پزشکی فلورانس که شامل ترکیبی از داروها و درمان‌های گیاهی، از جوش شیرین – پودر ریواس و…
- لیست ثبت نادری از پرستاران زنی که تحت سرپرستی فلورانس در بیمارستان‌های نظامی در ترکیه و جنگ‌های کریمه خدمت کرده‌اند.
- تورهای صوتی رایگان با ورود و دسترسی از طریق بلندگو
- در این موزه نمایشگاه‌های تعاملی جدید ایجاد شده‌است برای ارائه راه‌های مختلف برای کاوش در داستان فلورانس و نفوذ در آن

فعالیت‌های خلاق رایگان برای کودکان در طول تعطیلات ارائه می‌شود.
- و در آخر مرکز منابع این موزه که با تعیین وقت قبلی برای دانش آموزان، دانشگاهیان و محققان دیگر، که ممکن است نیازمند استفاده از مجموعه موزه، کتاب‌ها و اسناد مربوط به فلورانس نایتینگل استفاده باشند.[۲]

این موزه از موزه‌های بهداشت، درمان و داروی لندن است.